# Ainvelle (Vosges)
Ainvelle é uma comuna francesa na região administrativa de Grande Leste, no departamento de Vosges. Estende-se por uma área de 9,03 km². Em 2010 a comuna tinha 145 habitantes (densidade: 16,1 hab./km²).